# Montes Cheviot
Los montes Cheviot (en inglés, Cheviot Hills) son una sierra de colinas redondeadas en la frontera anglo-escocesa entre Northumberland y los Scottish Borders. Ampliamente hay una grieta entre los Cheviot Septentrionales que abarca la mayor parte del terreno alto y tiene cinco valles principales: valle College, Harthope, Breamish, Bowmont y el valle Heatherhope. Los montes Cheviot meridionales abarcan las laderas que bajan al valle del río Cocquet.
The Cheviot (también conocido como "Monte Cheviot", Mount Cheviot) es la colina más alta de la sierra, con 815 m s. n. m. Otras cumbres notables son Hedgehope Hill, Windy Gyle, Cushat Law y Bloodybush Edge. De las colinas mencionadas, solo Windy Gyle tiene su cumbre en la frontera. El resto están todas en Inglaterra. La sección inglesa está protegida dentro del parque nacional de Northumberland.
Los Cheviot son también la cordillera más septentrional del Sendero Penino. La etapa final desde Byrness a Kirk Yetholm es la más larga, y la más expuesta, en toda la ruta. El Sendero sigue el alto nivel Border Ridge (literalmente la valla limítrofe entre Inglaterra y Escocia) durante casi 50 km después del ascenso a la cresta desde Byrness. El terreno es cenagoso y remoto, y dos refugios de montaña están situados en el Senderro para aquellos muy cansados o golpeados por el tiempo para continuar.
Las colinas están formadas en gran medida por afloramientos de granito devónico con corrientes de lava de andesita a ambos lados. El terreno circundante, que queda más abajo, se apoya sobre caliza carbonífera.
La topografía de las montañas que lleva a las cyumbres generalmente tienen una altura relativa. Solo tres son Marilyns; el propio Cheviot, Shillhope Law y Housedon Hill, una pequeña cumbre que queda al norte. Al suroeste los Cheviot se funden con el grupo de colinas del bosque de Kielder.